# Portrait de l'infant Don Carlos
Le portrait de l'infant don Carlos, frère du roi  Philippe IV (1607 - 1632), fut peint par Diego Velázquez vers 1626-1628, d'après l'âge du modèle. La toile est conservée au musée du Prado depuis 1827.

## Description
Selon José López-Rey, il pourrait s'agir d'une des toiles sauvées de l'incendie de l'Alcazar Royal de Madrid en 1734, et consignée dans l'inventaire sous le numéro 352 comme étant de la main de Vélasquez, et dont le modèle aurait été confondu avec son frère, le roi. Avant son intégration au musée du Prado, il était exposé à l'Académie royale des beaux-arts de San Fernando. Hernández Perera suggère 1628 comme date de son exécution, à cause du bijou qui illumine l'infant. Il pourrait s'agir d'une chaîne d'or offerte par sa sœur l'infante Maria pour son vingt-et-unième anniversaire.  L'étude technique faite par le musée du Prado montre en revanche une date plus proche de 1626, comme l'avait proposé Enriqueta Harris, ce qui rapproche cette toile avec celle du portrait de Philippe IV conservée au musée.
La toile constitue l'un des portraits les plus attirants et élégants de ceux réalisés par le Sévillan lors de ses premières années à Madrid. Dans celui-ci, Carlos d'Autriche adopte une posture détendue et élégante. Il est debout, vêtu avec un habit noir rehaussé par des tresses grises. L'ensemble est barré d'une énorme chaîne d'or posée en bandoulière à laquelle pend une toison d'or. Les mains de l'infant se détachent. Celle de droite tient délicatement un gant par un doigt, celle de gauche, gantée, tient un chapeau de feutre noir
C'est un personnage obscur, opposé à Olivares. Vélasquez fait de l'infant un galant, propre, peut-être un peu indolent, élégant dans sa tenue noire tressée d'argent, ainsi que dans la pose. Celle-ci est apparemment spontanée – par le détail du gant qu'il tient distraitement de la main droite – mais pleine de majesté, capable de soutenir une position élevée de sa seule présence, sans qu'il soit nécessaire de l'entourer des apparats emblématiques du pouvoir. Vélasquez le situe dans un espace vide, faisant ressortir le personnage sur un fond gris de pénombre où seule une ligne marque la limite entre le mur et le sol. Cette dernière ne se continue même pas entre ses jambes, la radiographie révèle qu'elle a été volontairement effacée. Vélasquez anticipe ici des solutions qu'il appliqua dans certains de ses plus célèbres portraits et qui atteignirent leur plus haut développement avec le bouffon Pablo de Valladolid.